# Caradrina petraea
Caradrina petraea is een vlinder uit de familie uilen (Noctuidae). De wetenschappelijke naam is voor het eerst geldig gepubliceerd in 1869 door Tengstrom.
De soort komt voor in Europa.